# 林心玉
林心玉（1994年10月21日—），中国女子赛艇运动员，她曾获得2018年亚洲运动会女子双人单桨无舵手金牌和2019年汉布尔登-巴黎巴黎挑战杯女子双人单桨无舵手银牌。她也曾参加2020年夏季奥林匹克运动会。